# James E. O’Hara

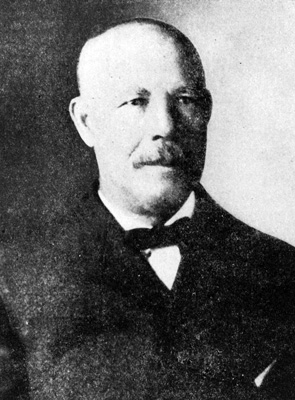
James E. O’Hara

James Edward O’Hara (* 26. Februar 1844 in New York City; † 15. September 1905 in New Bern, North Carolina) war ein US-amerikanischer Politiker. Zwischen 1883 und 1887 vertrat er den Bundesstaat North Carolina im US-Repräsentantenhaus.

## Werdegang
James O’Hara genoss eine gute Schulausbildung. Nach einem Jurastudium in North Carolina sowie an der Howard University in Washington, D.C. und seiner 1873 erfolgten Zulassung als Rechtsanwalt begann er in diesem Beruf zu arbeiten. Noch zuvor war er in den Jahren 1868 und 1869 Verwaltungsangestellter beim Repräsentantenhaus von North Carolina. Politisch war er Mitglied der Republikanischen Partei. Zwischen 1872 und 1876 fungierte er als Landrat im Halifax County; im Jahr 1875 war O’Hara Mitglied einer Versammlung zur Überarbeitung der Staatsverfassung. 1878 kandidierte er noch erfolglos gegen William H. Kitchin für den Kongress. Auch eine Wahlanfechtung brachte ihm damals keinen Erfolg.
Bei den Kongresswahlen des Jahres 1882 wurde O’Hara dann aber im zweiten Wahlbezirk von North Carolina in das US-Repräsentantenhaus in Washington gewählt, wo er am 4. März 1883 die Nachfolge von Orlando Hubbs antrat. Nach einer Wiederwahl konnte er bis zum 3. März 1887 zwei Legislaturperioden im Kongress absolvieren. Im Jahr 1886 unterlag er dem Demokraten Furnifold McLendel Simmons. Nach seinem Ausscheiden aus dem US-Repräsentantenhaus arbeitete James O’Hara wieder als Anwalt in New Bern, wo er am 1. September 1905 verstarb.